# Дидактика
Дида́ктика (др.-греч. διδακτικός «поучающий») — раздел педагогики и теории образования, изучающий проблемы обучения. Раскрывает закономерности усвоения знаний, умений, навыков и формирования убеждений, определяет объём и структуру содержания образования.  
Основной вопрос дидактики формулируется по-разному. Одни связывают его с вопросом о содержании обучения и воспитания, другие с тем, «как протекает мышление учащихся в процессе изучения» конкретного предмета; третьи резюмируют его в двух вопросах «чему учить?» и «как учить?». 

## История
Дидактика как теория обучения и образования своими корнями  уходит в глубь веков. Обучение было всегда, когда существовал человек. Теория обучения начала формироваться уже тогда, когда возникла осмысленная необходимость передать потомкам накопленные достижения. Впервые, насколько известно, термин «дидактика» появился в сочинениях немецкого педагога Вольфганга Ратке (Ратихия) (1571—1635) для обозначения искусства обучения. Аналогичным образом, как «универсальное искусство обучения всех всему», трактовал дидактику и Ян Амос Коменский. В начале XIX века немецкий педагог Иоганн Фридрих Гербарт придал дидактике статус целостной и непротиворечивой теории воспитывающего обучения. 
В отечественной педагогике активное развитие дидактика получила в конце XIX века благодаря трудам, которые написал Константин Ушинский и его последователи, среди которых: Пётр Каптерев, Николай Бунаков, Николай Корф, Владимир Стоюнин, Алексей Острогорский и другие. Значимой площадкой для развития дидактики как теории воспитывающего обучения стал в XIX веке журнал «Филологические записки», издаваемый в Воронеже под редакцией Алексея Хованского, главным  редакторским достижением которого стала эвристическая методика интеллектуального и нравственного развития «Живое слово», составленная Алексеем Барсовым.   
В советский период проблемы дидактики разрабатывали Павел Блонский, Станислав Шацкий и Леонид Занков. Неизменным со времён Ратихия остаются и основные задачи дидактики — исследование проблем: чему учить и как учить. Современная наука интенсивно исследует также проблемы: кого, когда, где и зачем учить.

## Объект и предмет дидактики
Дидактелизм  — составная часть педагогики, наука об обучении, исследующая законы, закономерности, принципы и средства обучения. Объект дидактики — обучение.
Существуют «частные дидактики» — методики обучения отдельным учебным предметам (методика преподавания математики, физики, истории и др.), отдельных категорий учащихся (методика начального обучения, дидактика высшей школы), в разных типах учебных заведений и формах образования. У каждой методики обучения свой объект — обучение предмету, обучение определённых категорий учеников и т. д.
Предмет дидактики — связь преподавания (деятельности учителя) и учения (познавательной деятельности ученика), их взаимодействие.
Задачи дидактики:
- описание и объяснение процесса обучения и условий его реализации;
- разработка более современных процессов обучения[4];
- организация учебного процесса;[5]
- новые обучающие системы;
- новые технологии обучения (например, драмогерменевтика[6] или социо/игровая «режиссура урока»[7]).